# Neat's ワンダープラネット
『Neat's ワンダープラネット』（ニーツ・ワンダープラネット）は、日本のシンガーソングライター・新津由衣が2018年7月11日にSLIDE SUNSETから発売した1枚目のオリジナルアルバム。

## 内容
前作『MOA』から約4年ぶり、名義を新津由衣に改名後、初のオリジナルアルバム。今作からは一般流通での発売で、CHRYSANTHEMUM BRIDGEが設立したレーベル・SLIDE SUNSETからの第1弾アルバムでもある。
2015年にCHRYSANTHEMUM BRIDGEの保本真吾に出会い、3年の制作期間を経て完成された。このインターバルについて新津は「楽曲制作にも時間はかかったが、それ以上に自分の精神面が変化したことに一番、3年という時間の意味を感じている」と語っている。
タイトルはCHRYSANTHEMUM BRIDGEの石川淳に「ワンダープラネットって、今生きているこの世界のことだよね」と言われた新津が、「自分と相手の間にワンダーを見つけられるか、見つけられないか。それによってただの地球になるかワンダープラネットになるかが決まるし、決めるのは自分」と考えたことに由来している。
ジャケットは牧野惇が手掛けており、ミニ由衣がジャイアント由衣の頭の中に入ろうとしている様子を描いたものとなっている。当初は私の頭の中を描いたファンタジーな側面と、新津由衣の人間性というドキュメント的な側面のどちらを前面に出すか迷っていたが、結果として両方のバランスを上手く表現したものになっている。

## 収録曲
1. Overture
作曲・編曲：CHRYSANTHEMUM BRIDGE
2. FLAG
作詞・作曲：新津由衣
編曲：CHRYSANTHEMUM BRIDGE
3. ワンダープラネット
作詞・作曲：新津由衣
編曲：CHRYSANTHEMUM BRIDGE
今作のリード曲。
4. 愛のレクイエム
作詞・作曲：新津由衣
編曲：CHRYSANTHEMUM BRIDGE
5. Bye-Bye-Bee-By-Boo
作詞：新津由衣
作曲・編曲：CHRYSANTHEMUM BRIDGE
6. Unite
作詞・作曲：新津由衣
編曲：CHRYSANTHEMUM BRIDGE
7. フローズン・ネバーランド
作詞・作曲：新津由衣
編曲：CHRYSANTHEMUM BRIDGE
8. スイム・イン・ザ・ワンダー
作詞：新津由衣
作曲・編曲：CHRYSANTHEMUM BRIDGE
9. 月世界レター
作詞・作曲：新津由衣
編曲：CHRYSANTHEMUM BRIDGE
10. ホップチューン
作詞・作曲：新津由衣
編曲：CHRYSANTHEMUM BRIDGE
11. BIG BANG!
作詞：新津由衣
作曲：新津由衣、CHRYSANTHEMUM BRIDGE
編曲：CHRYSANTHEMUM BRIDGE

## 参加ミュージシャン
- 新津由衣：Vocal (全曲)

Additional Musician
- CHRYSANTHEMUM BRIDGE：All Instruments (全曲)
- 秦千香子：Additional Keyboard (#10)

## タイアップ
- YTS山形テレビ系『生中継! J2第35節 モンテディオ山形×松本山雅FC』エンディングテーマ (#2)
- KFB福島放送系夕方ワイド番組『福島まるごとライブ ヨジデス』2018年8月度エンディングテーマ (#3)
- YTS山形テレビ系『第44回YTS杯 山形県ママさんバレーボール優勝大会』エンディングテーマ (#8)
- KKB鹿児島放送系情報バラエティ番組『Kingspe』2018年11月度エンディングテーマ (#9)